# パパベル
株式会社パパベル（PaPaBeRu）は、徳島県徳島市に本社を置き、パンや洋菓子の製造・販売を行うベーカリー・パティスリー。徳島県と香川県に店舗を展開している。

## 店舗
2023年9月現在。
徳島県
- 住吉店：徳島市住吉4丁目5-92
- 国府店：徳島市国府町井戸字高池窪51-4
- 北島店：板野郡北島町江尻字宮ノ本26-1

香川県
- 高松店：高松市多肥下町宇津以口1116-2
- 丸亀店：丸亀市飯野町東二中代甲261-1
- 太田店：高松市太田下町1870-1